# Tomaskyrkan, Eskilstuna
Tomaskyrkan är en kyrkobyggnad i S:t Ansgars församling, Strängnäs stift och ligger i Stenby centrum. Den är församlingens yngsta kyrka. 

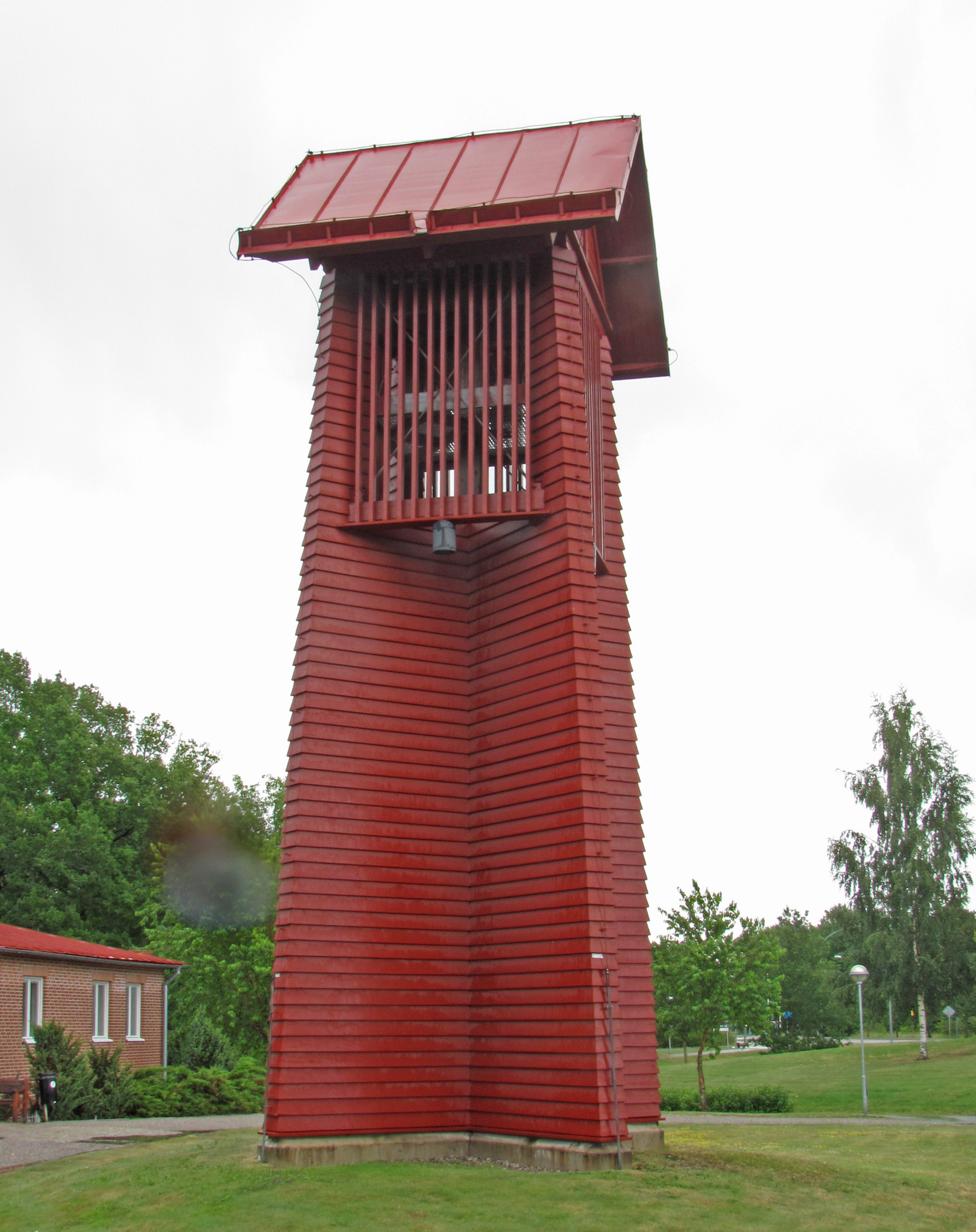
Klockstapeln

## Kyrkobyggnaden
Kyrkan ritades av arkitekterna Helena Tallius-Myhrman och Magnus Myhrman och invigdes Andra söndagen i advent 1993. Kyrksalen rymmer drygt hundra gudstjänstdeltagare. För att öka antalet besökare kan portar öppnas mot östra och västra torget.